# 山田三良

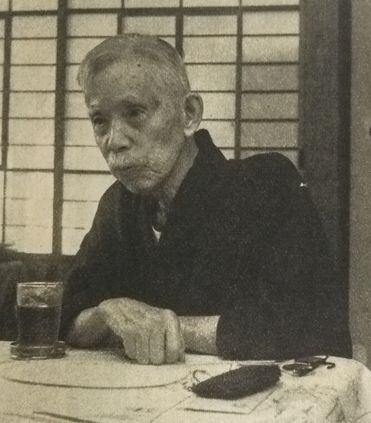
1954年

山田 三良（やまだ さぶろう、1869年12月10日（明治2年11月8日） - 1965年（昭和40年）12月17日）は、日本の法学者。専門は国際私法。学位は法学博士。法華会創立者。

## 経歴
1869年、奈良県高市郡越智村（現・高取町）に村長山田平三郎の三男として生まれる。東京専門学校（現早稲田大学）を経て、1896年帝国大学法科大学（現東京大学大学院法学政治学研究科・法学部）卒業。同大学院修了。その後東京帝国大学法科大学助教授に就き、文部省外国留学生としてドイツのハイデルベルク大学、フランスのソルボンヌ大学に3年間留学し国際法を学ぶ。1901年7月19日帰国。
帰国後、東京帝国大学法科大学教授、京城帝国大学総長、東京帝国大学法学部長などをつとめた。文官高等試験常任委員、法制局参事官、第14代日本学士院院長、第2代学士会理事長、日仏会館理事長。1943年12月から1947年5月まで貴族院議員（帝国学士院会員議員）。
1952年5月13日、恩賜賞及び日本学士院賞の受賞者が皇居に招かれ御陪食を賜わう機会があったが、本来同席する学士院長の山田は病気を理由に欠席した。翌14日、昭和天皇からスープを賜っている。

## 受賞・栄典
- 1921年（大正10年）7月1日 - 第一回国勢調査記念章[8]
- 1936年（昭和11年）1月15日 - 正三位勲一等瑞宝章[9]
- 1954年：文化功労者に選出
- 学士会館建設に対する貢献から[10]その一階ロビーには現在も胸像が飾られている。

## 研究内容・業績
- 国際私法の権威で日仏文化交流の貢献者として知られた。植民地法や外国人の法的地位の問題、アメリカカリフォルニア州における日系人の土地所有権問題などで活発に発言。
- 貴族院議員を務めていた時には日本国憲法の作成にも関与し、最高裁判所裁判官国民審査の導入に尽くした人物としても知られる。
- 門下生に、田中耕太郎らがいる。

## 家族・親族
- 長兄：山田純精（貴族院多額納税者議員）[11]
- 次兄：林平造（大和索道、大和酒造各社長）[12]
- 妻：しげ子は伊豆韮山の世襲代官江川英龍（担庵）の孫で江川英武の子。したがって、同じく東京帝国大学法学部教授で国際私法を専門とした江川英文は義理の弟である。また、しげ子の妹の久子が辰野金吾の息子で東京帝国大学教授の辰野隆と結婚したため、辰野隆とも親交があった。そのような経緯もあり前述の法華会創立に際しては、江川英武と辰野金吾の両方が共同発起者として署名している[13]。

作家の夏目漱石とは隣人同士だった時期があり、同じ東京帝国大学の出身ということもあって仲が良く、漱石は電話を借りるため山田の家に頻繁に出入りし、また妻のしげ子は漱石に文章の指導を受けていた。1916年、漱石はしげ子の依頼で前述の辰野隆と久子の披露宴に出た際に食べたピーナッツが原因で胃潰瘍を再発しそのまま死亡した。